# 阿部理
阿部 理（あべ おさむ、1970年8月24日 - ）は、福井県小浜市生まれ、宮城県仙台市出身のバスケットボール選手である。

## 来歴

### 学生時代
バスケットボールとの出会いは、1981年仙台市立桜丘小学校5年生の時。バスケットボールに熱心だった先生が作ったチームに誘われて、バスケットボールを始めた。当時、阿部は野球少年だったが、たちまちバスケットボールの虜となり、1日4時間は練習をするほどのめり込んだ。
1982年、6年生の時、チームは宮城県大会で優勝、福岡で開かれた第14回全国ミニバス教室交歓会に出場する。
1983年、桜丘中学に進むと、バスケットボール部でセンターとして活躍。第15回全国中学校大会でチームを準優勝に導く。
バスケットボールを始めた小5当時148cmだった身長は、中1で160cm、中3で180cmと急成長する。
1986年、桜丘中学を卒業。東北屈指の進学校・仙台第二高等学校に進学。学業とバスケットボールに励む。高校1年生時の登録身長は189cm。
1988年、第18回全国高等学校バスケットボール選抜大会(通称：ウィンターカップ）に出場。
全くノーマークだった仙台第二チームを主将として率いて巧みなプレーで快進撃、シード校を次々と破ってベスト4入りを果たす。
阿部は、得点王に輝き、男子ベスト5にも選ばれた。
1989年4月、慶應義塾大学體育會バスケットボール部に入部。当時の身長195cm。
1989-1990年(1年生） 関東2部リーグ6位
1990-1991年(2年生） 関東2部リーグ3位 「リバウンド王」、全日本大学バスケットボール選手権大会(通称インターカレッジ）ベスト16
1991-1992年(3年生) 日本学生選抜メンバー 関東2部リーグ優勝、全日本大学バスケットボール選手権大会(通称インターカレッジ）5位、関東トーナメント5位 「得点王」「リバウンド王」ベスト5選出
1992-1993年(4年生) 日本学生選抜メンバー 関東リーグ6位、全日本大学バスケットボール選手権大会(通称インターカレッジ）ベスト16

### ナショナルチームメンバー時代(1991-1998)
慶應義塾大学時代からナショナルチームメンバーとして、数々の国際舞台で活躍した。
1991年 第16回ユニバーシアード・シェフィールド大会(英国)代表メンバー
1993年 第17回ユニバーシアード・バッファロー大会(米国)代表メンバー
同年、FIBAアジアバスケットボール選手権大会(ABC)ジャカルタ大会(インドネシア)日本代表メンバー7位
1994年 広島アジア大会 3位
1995年 FIBAアジアバスケットボール選手権大会(ABC)ソウル大会(韓国)3位
1997年 FIBAアジアバスケットボール選手権大会(ABC)リヤド大会(サウジアラビア)準優勝（準決勝サウジアラビア戦、勝者が世界選手権出場を手にするという大事な試合の大事な局面で、数々のフリースロー全てを成功させ、日本を31年ぶりの世界選手権出場に導いた。）
1998年 FIBAバスケットボール・ワールドカップ(世界選手権)ギリシャ大会代表メンバー候補

### プロキャリア
1993年4月、慶應義塾大学を卒業、日本鋼管に入社。
NKKシーホークスに所属し、スーパーリーグ優勝、JBLトーナメント優勝に貢献、新人王を受賞
1994-1995年 NKKシーホークス スーパーリーグベスト4 年間ベスト5に選出
1995-1996年 NKKシーホークス スーパーリーグ準優勝
1996-1997年 NKKシーホークス JBLトーナメント優勝
1997-1998年 NKKシーホークス
1998-1999年 デンソーフープギャングへ移籍、スリーポイント王を獲得
1999-2000年 デンソーフープギャング
2000-2001年 新潟アルビレックスへ移籍 スーパーリーグ2部優勝
2001-2002年 トヨタ自動車アルバルクへ移籍 スーパーリーグ優勝
2002-2003年 トヨタ自動車アルバルク スーパーリーグ準優勝
2003-2004年 トヨタ自動車アルバルク 天皇杯準優勝
2008-2009年 渡米から帰国後、クラブチームエクセレンスでプレー(15.0pts 8.0rebs 3.0asts/game）
2011-2012年 東京海上日動ビッグブルーでプレー

### NBAへの挑戦
2004年、長年の夢だったNBAにチャレンジするため、トヨタ自動車アルバルクを退団、渡米する
2004-2005年 トライアウトABA in USA
（2005-2007年 ひざの故障と脳腫瘍の治療・リハビリに励む）
2007-2008年 トライアウトNBADL、CBA in USA
2012-2015年 渡米し様々な試み。その様子は、アメリカFOX TVにて特集が放送された。

### 海外リーグキャリア
1999-2000年、アメリカのマイナーリーグUSBLのNew Hampshire Thunder Loonsでプレー。
日本人初のUSBLプレイヤーとして活躍する
2012年、アメリカのサマーリーグSeattle Pro-AM でプレー

### コーチキャリア
2004-2008年 全米有数のプライベートコーチWayne Sluppyの下で自身が教わるとともに、彼の主宰する「five star camp (in Los Angels)」のコーチを務める
2005年 ロサンジェルスにて、ロス在住の中学生にバスケットクラスを開催
2006年 West Los Angels college アシスタントコーチ
2010-2011年 BJリーグ埼玉ブロンコス アシスタントコーチ
「five star camp（狛江、佐野）」メインコーチ
2010年 エミネクロスバスケットボール教室メインコーチ
クラッシャーキャンプ メインコーチ
藤村女子高等学校 コーチ
その他小学生からプロ選手まで 日本人から外国籍の選手まで多数のコーチを務める

## 人物
- 1994年、日本代表メンバーとして、来日したマジック・ジョンソン率いるオールスターチームと親善試合を行った。1996年には、Nike Hoop Tourで来日したマイケル・ジョーダンと同じチームでプレイ。

## 経歴
- 仙台第二高 - 慶應義塾大 - 日本鋼管（1993年〜1998年） - デンソー（1998年-2000年） - 新潟アルビレックス（2000年-2001年） - トヨタ自動車（2001年-2004年）- 東京海上日動ビッグブルー（2011年-2012年）

## 受賞歴
- 1993-1994日本リーグ新人王
- 1994年間ベスト5賞
- 1998-1999日本リーグスリーポイント王

## 日本代表歴
- 1991年・1993年ユニバーシアード
- 1993年・1995年・1997年アジア選手権
- 1994年アジア大会

## 著書
- 「オールドルーキー」吉川哲彦との共著